# 農耕儀礼
農耕儀礼（のうこうぎれい）とは、農業で行われる儀式・祭事である。
豊作を願う豊穣儀礼、害虫を駆除を願う虫送り、アニミズムとして麦などの作物の中の霊である穀霊（麦霊、稲霊、稲魂など）や田の神などの農業の神を祭り、収穫時にはハロウィーン、収穫祭などを行い。天候に祈る雨乞いや事前に未来は豊作だったとする儀式予祝芸能などが行われた。
予祝、播種（種まき）、田植、推移、収穫の五段階の儀礼に分けられるとされる。

## 分類
予祝芸能
- 田遊び、田植踊、田楽

播種
- 播種祭
- 台湾の播種祭

田植
- 御田植祭

推移
- 除災儀礼
- 雨乞い
- 日和乞い、日和申し、天気祭り - 晴天を祈る儀式

収穫
- 収穫祭
- 新嘗祭